# Huang Shengyi
Huang Shengyi (chino tradicional: 黃聖依, chino simplificado: 黄圣依, pinyin: Huáng Shèngyī, jyutping: Wong4 Sing3-ji1, n. 11 de febrero de 1983), también conocida como Eva Huang es una actriz y cantante china.

## Biografía
Huang nació y creció en Shanghái. Su padre fue educado en los Estados Unidos, donde vivió en la década de los años 1990, mientras que su madre trabajó como redactora en una agencia de prensa en Shanghái. Se graduó de la Academia de Cine de Pekín en 2001.
En 2004, Huang firmó un contrato con Stephen Chow para interpretar a su personaje principal femenino llamado "Fong", en la comedia de acción de la película "Kung Fu Hustle". En agosto del año siguiente, terminó su contrato con la compañía "Chow", después de pesentarse en una sesión de fotos de la revista sin su consentimiento. Ambas partes se involucraron en los procesos judiciales en Hong Kong y Shanghái hasta el año 2007. 
A partir de 2006, Huang trabajó con "China Juli Group" en varias series de televisión, como Tianxian Pei (2007), The Shadow of Empress Wu (2007) y Guangfu Taiji Chuanqi (2010). Se unió a "Emperor Entertainment Group" en 2008. En 2009, Huang se convirtió miembro del "CEO" de "China Juli Group's Entertainment Media Co., Ltd".

## Filmografía
Ha participado en numerosas películas y series de televisión

## Discografía

### Álbumes
| Año  | Título en inglés       | Título en chino |
| ---- | ---------------------- | --------------- |
| 2007 | Tattoo of Love         | 爱的纹身        |
| 2008 | Huang Shengyi          | 黄圣依同名专辑  |
| 2009 | Love in Heart          | 心中有爱        |
| 2009 | Choosing Love Everyday | 选美everyday    |
| 2013 | Facing Love            | Facing Love     |

### Sencillos
| Año  | Título en inglés                 | Título en chino | Álbum                                | Notas               |
| ---- | -------------------------------- | --------------- | ------------------------------------ | ------------------- |
| 2004 | "Only Want to Live a Day for You | 只要为你活一天  | Kung Fu Hustle OST                   |                     |
| 2004 | "I Won't Live for You"           | 我不入地狱      | Kung Fu Hustle OST                   |                     |
| 2006 | "The One I Love Most"            | 最爱的人        | The One I Love Most                  | junto a Wang Ziming |
| 2006 | "Not Allowed to Make Me Angry"   | 不许惹我生气    | [NA]: {{{1}}}                        |                     |
| 2009 | "Dream of Liu Sanjie"            | 绿色行动令      | A Singing Fairy OST                  | junto a Alec Su     |
| 2009 | "Happiness is Energy"            | 快乐是能量      | Dalian Discovery Kingdom OST         |                     |
| 2011 | "Promise"                        | 许诺            | The Sorcerer and the White Snake OST | junto a Raymond Lam |
| 2012 | "Moonlight Person"               | 月亮人          | The Locked Door OST                  |                     |
| 2014 | "Three Days & Three Night"       | 三天三夜        | On the Way OST                       |                     |

### Programa de televisión
| Año             | Programa        | Notas             |
| --------------- | --------------- | ----------------- |
| 2020 - presente | Relationship S2 | miembro del panel |